# Lista över insjöar i Järfälla kommun
Detta är en lista över sjöar i Järfälla kommun baserad på sjöns utloppskoordinat. Om någon sjö saknas, kontrollera grannkommunens lista eller kategorin Insjöar i Järfälla kommun.

## Lista
| Namn     | Koordinat                                     | Sjöid         | VYID          | Yta (km²) | Strandlinje (km) | Höjd (m) | Maxdjup (m) | Volym (m³) | HARO  | Natura 2000 |
| -------- | --------------------------------------------- | ------------- | ------------- | --------- | ---------------- | -------- | ----------- | ---------- | ----- | ----------- |
| Säbysjön | 59°26′07″N 17°52′08″Ö / 59.43517°N 17.86902°Ö | 659147-161733 | 659233-161711 | 0,679     | 5,12             | 17       |             |            | 60061 |             |
| Översjön | 59°27′19″N 17°50′43″Ö / 59.45538°N 17.84539°Ö | 659467-161549 | 659454-161570 | 0,419     | 3,92             | 22,1     | 4,1         | 1 147 000  | 61000 |             |